# Premio Shaw
Il Premio Shaw (in inglese Shaw Prize) è stato voluto da Sir Run Run Shaw (1907-2014), leader nell'industria del settore dei mezzi di comunicazione di massa ad Hong Kong e noto filantropo, per rendere onore agli «individui, indipendentemente da razza, nazionalità e credo religioso, che hanno permesso di compiere significativi passi avanti nella ricerca accademica e scientifica o nella sua applicazione, e il cui lavoro si è tradotto in un profondo e positivo impatto sul genere umano.» Il premio è stato istituito nel 2002 e la prima cerimonia di premiazione fu tenuta nel 2004.
Il vincitore del premio riceve la somma di un milione di dollari.

## Premiati

### Astronomia
- 2004 Phillip James Edwin Peebles – per i suoi numerosi contributi alla cosmologia
- 2005 Geoffrey Marcy e Michel Mayor – per aver scoperto il primo pianeta extrasolare
- 2006 Saul Perlmutter, Adam Riess e Brian P. Schmidt – per la scoperta dell'accelerazione cosmica e dell'energia oscura
- 2007 Peter Goldreich – per il suo lavoro nell'astrofisica e nella planetologia
- 2008 Reinhard Genzel – in riconoscimento dei suoi contributi nel dimostrare che la Via Lattea contiene al suo centro un buco nero supermassiccio.
- 2009 Frank Shu – in riconoscimento di tutti i suoi eccezionali contributi all'astronomia teorica
- 2010 Charles L. Bennett, Lyman A. Page Jr. e David N. Spergel
- 2011 Enrico Costa, Gerald J. Fishman
- 2012 David Jewitt e Jane X. Luu
- 2013 Steven A. Balbus e John F. Hawley
- 2014 Daniel Eisenstein, Shaun Cole e John A. Peacock
- 2015 William J. Borucki
- 2016 Ronald W. P. Drever, Kip Thorne e Rainer Weiss
- 2017 Simon D. M. White
- 2018 Jean-Loup Puget
- 2019 Edward C. Stone
- 2020 Roger Blandford, per le sue ricerche sugli AGN e la sua instancabile partecipazione alla comunità astronomica.[1]
- 2021 Victoria M. Kaspi e Chryssa Kouveliotou per i loro contributi alla comprensione delle magnetar.[2]
- 2022 Lennart Lindegren e Michael Perryman, per i loro contributi nell'astrometria e il ruolo svolto nelle missioni Hipparcos e Gaia dell'Agenzia spaziale europea[3]
- 2023 Matthew Bailes, Duncan Lorimer e Maura McLaughlin, per la scoperta dei lampi radio veloci[4][5]

### Scienze biologiche e medicina
- 2004 Premio uno: Stanley N. Cohen e Herbert W. Boyer – per le loro scoperte sul clonaggio del DNA e l'ingegneria genetica; Kan Yuet-wai – per le sue scoperte sui polimorfismi del DNA
- 2004 Premio Due: Sir Richard Doll – per il suo lavoro sull'epidemiologia del cancro
- 2005 Michael Berridge – per il suo lavoro sul ruolo del calcio nella regolazione delle attività cellulari
- 2006 Wang Xiaodong – per il suo lavoro sulle basi biochimiche dell'apoptosi
- 2007 Robert Lefkowitz – per il suo lavoro sui recettori accoppiati a proteine G
- 2008 Keith Campbell, Sir Ian Wilmut e Shin'ya Yamanaka – per le loro recenti scoperte sull'inversione del processo di differenziazione cellulare nei mammiferi, un fenomeno che incrementa le nostre conoscenze della biologia dello sviluppo e dà indicazioni incoraggianti sulla possibilità di curare alcune malattie umane e sul miglioramento delle pratiche agricole.
- 2009 Douglas L. Coleman e Jeffery M. Friedman – per il loro lavoro che porta alla scoperta della leptina, un ormone che regola l'assunzione di cibo ed il peso corporeo
- 2010 David Julius
- 2011 Jules Hoffmann, Ruslan M. Medzhitov e Bruce Beutler
- 2012 Franz-Ulrich Hartl e Arthur Horwich
- 2013 Jeffrey Connor Hall, Michael Rosbash e Michael Warren Young
- 2014 Kazutoshi Mori e Peter Walter
- 2015 Bonnie L. Bassler e E. Peter Greenberg
- 2016 Adrian P. Bird e Huda Yahya Zoghbi
- 2017 Ian R. Gibbons e Ronald D. Vale
- 2018 Mary-Claire King
- 2019 Maria Jasin
- 2020 Gero Miesenböck, Peter Hegemann e Georg Nagel
- 2021 Scott D Emr per la scoperta del percorso ESCRT (Endosomal Sorting Complex Required for Transport)
- 2022 Paul A. Negulescu e Michael J. Welsh per l'identificazione delle cause e la scoperta delle cure per la fibrosi cistica[6]
- 2023 Patrick Cramer e Eva Nogales, per le ricerche sulle proteine responsabili della trascrizione genica[4][7]

### Scienze matematiche
- 2004 Shiing-Shen Chern – per la sua introduzione al campo della geometria differenziale globale
- 2005 Andrew Wiles – per la sua dimostrazione dell'ultimo teorema di Fermat
- 2006 David Mumford – per la sua ricerca sulla teoria dei pattern; Wu Wenjun – per il suo lavoro nell'ambito della meccanizzazione della matematica
- 2007 Robert Langlands e Richard Lawrence Taylor – per i loro contributi al programma di Langlands nel connettere simmetricamente i numeri primi
- 2008 Vladimir Igorevič Arnol'd e Ljudvig Dmitrievič Faddeev – per i loro vasti ed influenti contributi alla fisica matematica.
- 2009 Simon Donaldson e Clifford Taubes H. – per i loro numerosi e brillanti contributi alla geometria in tre e quattro dimensioni
- 2010 Jean Bourgain
- 2011 Demetrios Christodoulou, Richard Hamilton
- 2012 Maksim Koncevič
- 2013 David L. Donoho
- 2014 George Lusztig
- 2015 Gerd Faltings e Henryk Iwaniec
- 2016 Nigel Hitchin
- 2017 János Kollár e Claire Voisin
- 2018 Luis Caffarelli
- 2019 Michel Talagrand
- 2020 Alexander Beilinson e David Kazhdan
- 2021 Jean-Michel Bismut e Jeff Cheeger per le loro straordinarie intuizioni che hanno trasformato, e continuano a trasformare, la geometria moderna
- 2022 Noga Alon ed Ehud Hrushovski per i contributi nella matematica discreta[8]
- 2023 Vladimir Drinfeld e Shing-Tung Yau, "per i contributi nella fisica matematica, nella geometria aritmetica, nella geometria differenziale e nelle varietà di Kähler"[4][9]